# Aemilia Lepida
Aemilia Lepida (* um 3 v. Chr.) war eine Urenkelin des Kaisers Augustus.
Sie stand als älteste Tochter von Iulia Minor und Lucius Aemilius Paullus in engster Verbindung zum iulisch-claudischen Kaiserhaus. Als Kind wurde sie mit ihrem Cousin Claudius, dem späteren Kaiser, verlobt. Diese Verlobung wurde jedoch aufgelöst, als ihre Mutter im Jahre 8 n. Chr. wegen einer angeblichen Affäre mit Decimus Silanus, dem Bruder des Marcus Iunius Silanus, in Ungnade fiel.
Stattdessen heiratete sie wenig später Marcus Iunius Silanus Torquatus. Die Kinder aus dieser Ehe waren
- Decimus Iunius Silanus Torquatus (* um 10; † 64)
- Lucius Iunius Silanus (Prätor 48) (* um 12; † 49), Verlobter der Octavia
- Marcus Iunius Silanus (Konsul 46) (* 14; † 54)
- Iunia Calvina (* um 25; † nach 79) und
- Iunia Lepida[2] und möglicherweise
- Iunia Silana[3] (* ca. 15–20; † 59)

Über den Zeitpunkt ihres Todes ist nichts bekannt. Ihre Kinder und Enkel fielen allesamt den Nachstellungen von Agrippina der Jüngeren und Nero zum Opfer, die in den letzten leiblichen Nachkommen des Augustus eine Gefahr sahen.